# Vol LOT Polish Airlines 007
Le 14 mars 1980, l'Iliouchine Il-62 effectuant le vol LOT Polish Airlines 007, un vol international régulier reliant New York, aux États-Unis, à Varsovie, en Pologne, s'écrase à proximité de l'aéroport de Varsovie-Chopin, alors que l'équipage venait d'interrompre l'atterrissage et d'effectuer une remise de gaz, tuant les 87 passagers et membres d'équipage à bord de l'appareil.

## Avion et équipage

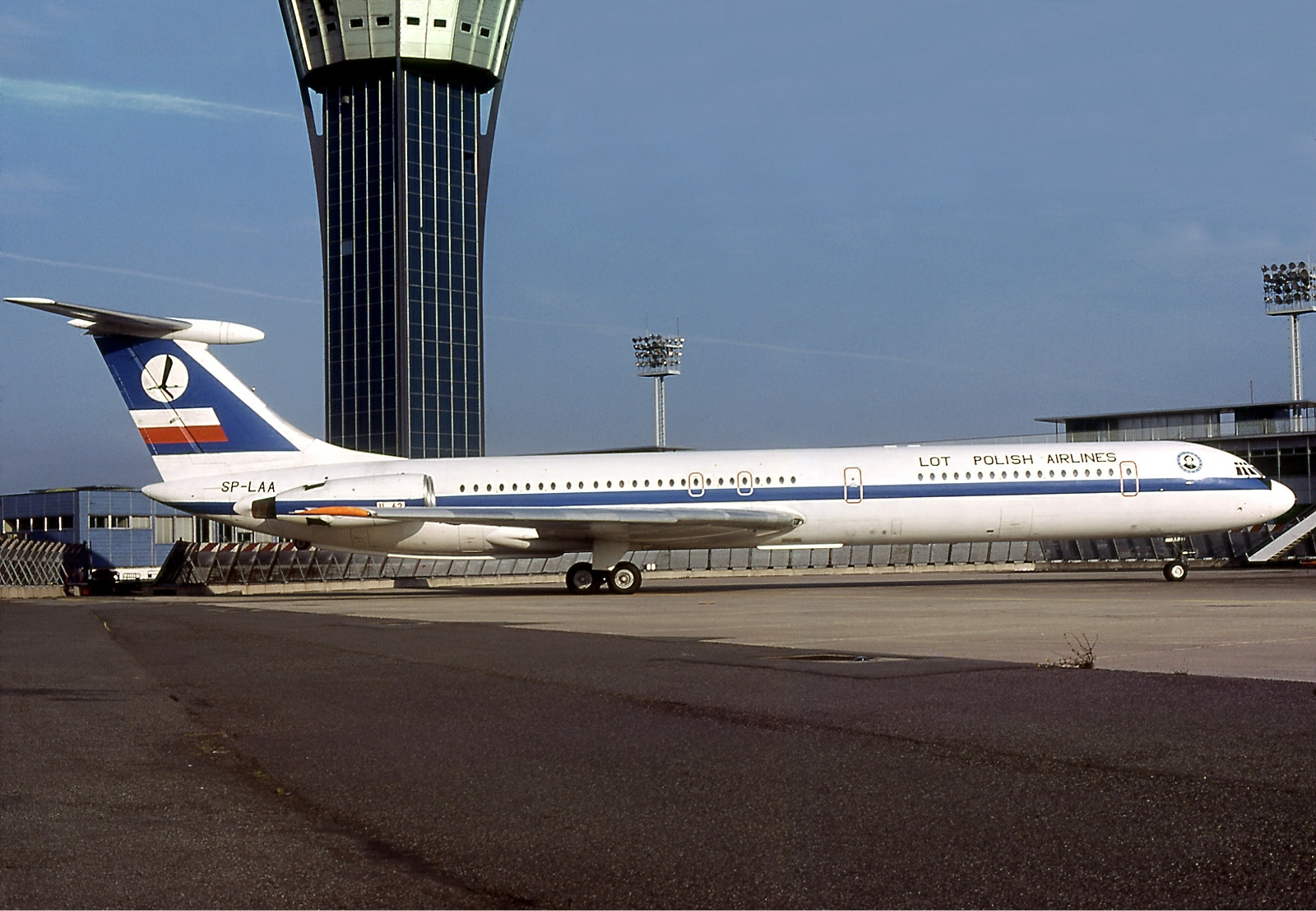
L'Il-62 impliqué dans l'accident, dans une livrée précédente, photographié en juillet 1978.

L'appareil impliqué, un Iliouchine Il-62 immatriculé SP-LAA et fabriqué en 1971, était le premier appareil de ce type que LOT Polish Airlines a acquis, à la suite du lancement des routes transatlantiques au début des années 1970.
Le commandant de bord est Paweł Lipowczan, 46 ans, compte 8 770 heures de vol à son actif, dont 4 385 sur Iliouchine Il-62. Le copilote est Tadeusz Łochocki. Le reste de l'équipage se compose du mécanicien navigant Jan Łubniewski, du navigateur de vol Konstanty Chorzewski et de l'opérateur radio Stefan Wąsiewicz.

## Déroulement des faits
Le vol 007 devait décoller de l'aéroport international de New York - John-F.-Kennedy vers 19 h 00, heure locale, le 13 mars 1980, mais il fut retardé par une violente tempête de neige. Il décolla finalement à 21 h 18 et, après neuf heures de vol sans incident, il a entamé l'approche vers l'aéroport de Varsovie-Chopin à 11 h 13, heure locale. Lors de l'approche finale vers la piste 15, environ une minute avant l'atterrissage, l'équipage signala au contrôle aérien que le voyant du train d'atterrissage ne fonctionnait pas et qu'il allait faire un tour pour permettre au mécanicien navigant de vérifier si le problème était dû à un fusible ou une ampoule grillés, ou s'il y avait réellement un problème lié au déploiement du train d'atterrissage.
Il s'agit de la dernière transmission du vol 007. Neuf secondes après que l'équipage a initié une procédure de remise de gaz, l'avion a soudainement piqué du nez. À 11 h 14 min 35 s, après 26 secondes de descente incontrôlée, l'avion a percuté un arbre avec son aile droite et s'est finalement écrasé dans les douves gelées d'une forteresse militaire datant du XIXe siècle, à une vitesse d'environ 210 nœuds (380 km/h) et avec une assiette à piquer de 20°, à 950 m du seuil de la piste 15 et à environ 100 m d'une zone résidentielle.

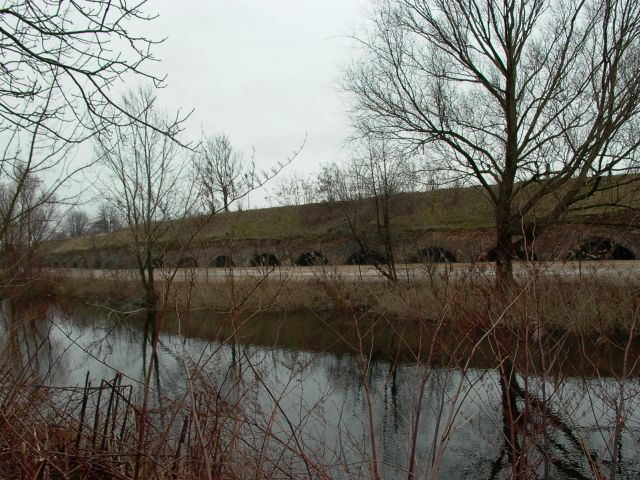
Photo du lieu de l'accident du vol 007 (février 2007).

À l'impact, l'avion s'est désintégré ; une grande partie de fuselage principale coula dans l'eau gelée présente dans les douves, tandis que la queue et différentes parties du train d'atterrissage principal atterrirent quelques mètres plus loin, juste avant l'entrée du fort. Sur place, une équipe de plongeurs tenta plus tard de récupérer des pièces de l'avion (dont les moteurs) dans les douves, mais l'eau était beaucoup trop trouble pour permettre les opérations de recherche. Finalement, les douves durent être asséchées pour permettre aux enquêteurs de récupérer des morceaux de l'épave.
Le corps du commandant Lipowczan fut retrouvé gisant dans la rue, à environ 60 m du lieu du crash ; d'autres corps étaient éparpillés parmi les débris de l'avion. La plupart des victimes furent retrouvées coupées en deux, leurs ceintures de sécurité étant bouclées au moment de l'impact.

## Victimes
| Nationalité                       | Passagers | Équipage | Total |
| --------------------------------- | --------- | -------- | ----- |
| Pologne                           | 42        | 10       | 52    |
| États-Unis                        | 28        | 0        | 28    |
| Union soviétique                  | 4         | 0        | 4     |
| République démocratique allemande | 3         | 0        | 3     |
| Total                             | 77        | 10       | 87    |

Parmi les 87 victimes figuraient la chanteuse polonaise Anna Jantar, l'ethnomusicologue américain Alan P. Merriam, six étudiants polonais rentrant d'une conférence de l'Association internationale des étudiants en sciences économiques et commerciales (AIESEC) à New York, ainsi qu'un contingent de l'équipe américaine de boxe amateur (qui devait disputer une série de combats d'exhibition en Europe au lieu des Jeux olympiques d'été boycottés à l'époque).
Au total, 22 boxeurs, entraîneurs et médecins américains ont péri dans l'accident, dont Lemuel Steeples (en), vainqueur des Jeux panaméricains de 1979 dans la catégorie des poids super-légers. Plusieurs membres de l'équipe olympique n'étaient pas à bord de l'avion, en raison de diverses blessures liées à la boxe ou pour d'autres raisons.

## Cause de l'accident
Selon la Commission spéciale du gouvernement polonais sur les catastrophes, l'accident du vol 007 a été causé par des défauts de fabrications du moteur n°2, notamment des défauts dans le processus de fabrication de l'arbre du réacteur Kouznetsov NK-8 et des faiblesses dans la conception de sa turbine. Le NK-8 est un turboréacteur à double flux, doté de deux turbines basse pression entraînant la soufflante et le compresseur basse pression, et d'une turbine haute pression entraînant les étages supérieurs du compresseur.
Lors de la fabrication de la partie basse pression de l'arbre, à un endroit où le diamètre de cette section augmente, une brusque augmentation de 90° a été réalisé, entraînant une variation soudaine du diamètre sur une très courte section – un cas classique d'« entaille » favorisant la concentration de contrainte, ce qui entraîne une fissuration par fatigue à cet endroit. De plus, l'analyse métallurgique a révélé que l'arbre avait subi un traitement thermique incorrect lors de sa fabrication et contenait des particules étrangères, telles que des inclusions non métalliques, réduisant encore davantage sa capacité à supporter les charges de torsion prévues.
Au fil du temps, les défauts de l'arbre du moteur n°2 se sont aggravés et il s'est finalement rompu, entraînant la séparation physique de la turbine basse pression et du compresseur basse pression. La turbine basse pression s'est alors désintégrée de manière brusque ; éjectés avec une force phénoménale, de nombreux morceaux de la turbine ont gravement endommagé deux autres moteurs et ont traversé le fuselage.
Cela a également provoqué la défaillance des gouvernes de direction et de profondeur, ainsi qu'une panne catastrophique de nombreux systèmes de l'avion, dont les câbles d'alimentation électriques de l'enregistreur de paramètres (FDR) et de l'enregistreur phonique (CVR), empêchant ainsi l'enregistrement des derniers instants du vol. La perte soudaine de contrôle des gouvernes a provoqué un piqué abrupt et irrémédiable, entraînant le crash de l'appareil, 26 secondes seulement après la panne moteur initiale.

## Conséquences

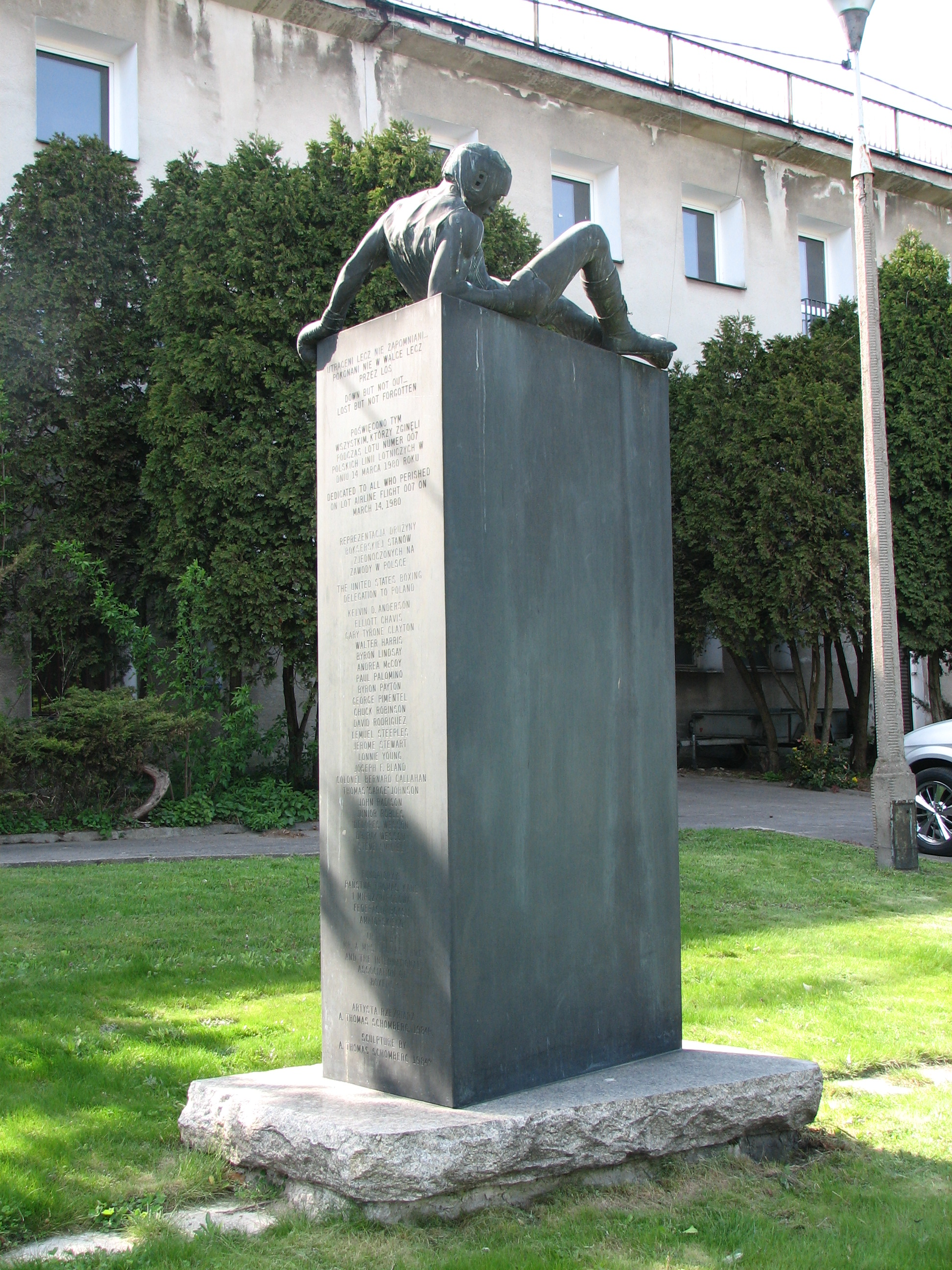
Mémorial en hommage aux boxeurs morts dans l'accident.

Une statue en bronze dédiée aux boxeurs tués dans l'accident – un prisme trigonal surmonté d'un boxeur renversé – a été installée sur le terrain du club sportif Skra Warszawa (en) de Varsovie, puis déplacée près du Centre olympique de Varsovie. Une statue identique se trouve au Centre d'entraînement olympique des États-Unis, à Colorado Springs. Financées par Thomas Kane de Printon Kane and Company et par l'Association internationale de boxe amateur (AIBA), ces statues ont été réalisées par le sculpteur américain A. Thomas Schomberg (en) en 1984.
Les tombes de l'équipage du vol 007 se trouvent au cimetière militaire de Powązki, à Varsovie. De plus, l'une des rues adjacentes au lieu du crash porte désormais le nom du commandant Lipowczan.